# Баллан
Балла́н (фр. Ballans) — коммуна во Франции, находится в регионе Пуату — Шаранта. Департамент коммуны — Шаранта Приморская. Входит в состав кантона Мата. Округ коммуны — Сен-Жан-д’Анжели.
Код INSEE коммуны — 17031.

## Население
Население коммуны на 2010 год составляло 207 человек.
| 1962 | 1968 | 1975 | 1982 | 1990 | 1999 | 2010 |
| ---- | ---- | ---- | ---- | ---- | ---- | ---- |
| 280  | 255  | 224  | 225  | 204  | 217  | 207  |

## Экономика
В 2010 году среди 136 человек трудоспособного возраста (15—64 лет) 106 были экономически активными, 30 — неактивными (показатель активности — 77,9 %, в 1999 году было 68,6 %). Из 106 активных жителей работали 97 человек (50 мужчин и 47 женщин), безработных было 9 (4 мужчины и 5 женщин). Среди 30 неактивных 6 человек были учениками или студентами, 13 — пенсионерами, 11 были неактивными по другим причинам.